# Dejan Parežanin
Dejan Parežanin (in serbo Дејан Парежанин?; Zemun, 27 maggio 1971) è un allenatore di pallacanestro ed ex cestista serbo.

## Palmarès

### Giocatore
- Campionato bosniaco: 2

Igokea: 2000-01
Bosna: 2004-05
- Coppa di Jugoslavia: 1

Partizan Belgrado: 1989
- Coppa di Jugoslavia: 1

OKK Belgrado: 1993
- Coppa di Bosnia ed Erzegovina: 1

Bosna: 2005
- Coppa Korać: 1

Partizan Belgrado: 1988-89

### Allenatore
- Coppa di Bosnia ed Erzegovina: 1

Bosna: 2010